# Chỉ số hạn hán Palmer
Chỉ số hạn hán Palmer, đôi khi được gọi là chỉ số mức độ nghiêm trọng của hạn hán Palmer và thường được viết tắt là PDSI, là phép đo độ khô hạn dựa trên giáng thủy và nhiệt độ tại một thời điểm. Nó được phát triển bởi nhà khí tượng học Wayne Palmer, người đầu tiên công bố phương pháp của mình trong bài báo Meteorological Drought (Hạn hán khí tượng) năm 1965 cho Văn phòng Khí hậu học của Cục Thời tiết Hoa Kỳ.
Chỉ số hạn hán Palmer dựa trên mô hình cung và cầu về độ ẩm của đất. Cung tương đối đơn giản để tính toán, nhưng cầu phức tạp hơn vì nó phụ thuộc vào nhiều yếu tố, không chỉ nhiệt độ và lượng ẩm trong đất mà cả các yếu tố khó hiệu chỉnh bao gồm bốc hơi nước, thoát hơi nước và tốc độ nạp lại. Palmer đã cố gắng khắc phục những khó khăn này bằng cách phát triển một thuật toán xấp xỉ chúng dựa trên dữ liệu lượng giáng thủy và nhiệt độ sẵn có nhất.
Chỉ số đã được chứng minh là hiệu quả nhất trong việc xác định hạn hán dài hạn ở quy mô một vài tháng, nhưng nó lại không được tốt như vậy với các điều kiện trong vài tuần. Nó sử dụng 0 như điều kiện bình thường và hạn hán được thể hiện dưới dạng số âm; ví dụ, âm 2 là hạn hán vừa phải, âm 3 là hạn hán nghiêm trọng và âm 4 là hạn hán khắc nghiệt. Thuật toán của Palmer cũng được sử dụng để mô tả các đợt ẩm ướt, sử dụng các số dương tương ứng. Palmer cũng đã phát triển một công thức để chuẩn hóa các tính toán hạn hán cho từng địa điểm riêng biệt dựa trên sự thay đổi của lượng giáng thủy và nhiệt độ tại địa điểm đó. Do đó, chỉ số Palmer có thể được áp dụng cho bất kỳ địa điểm nào có đủ dữ liệu về lượng giáng thủy và nhiệt độ.
Các nhà phê bình đã phàn nàn rằng tiện ích của chỉ số Palmer bị suy yếu do bản chất tùy ý của các thuật toán của Palmer, bao gồm cả kỹ thuật được sử dụng để tiêu chuẩn hóa. Chỉ số Palmer không có khả năng giải thích cho tuyết và mặt đất đóng băng cũng được coi là một điểm yếu.
Chỉ số Palmer được sử dụng rộng rãi trong hoạt động, với bản đồ Palmer được công bố hàng tuần bởi Cơ quan Khí quyển và Đại dương Quốc gia Hoa Kỳ. Nó cũng đã được sử dụng bởi các nhà khí hậu học để chuẩn hóa phân tích hạn hán dài hạn toàn cầu. Các bộ dữ liệu toàn cầu Palmer đã được phát triển dựa trên các ghi chép công cụ bắt đầu từ thế kỷ 19. Ngoài ra, niên đại học vòng cây đã được sử dụng để tạo ra các giá trị chỉ số Palmer ước tính cho Bắc Mỹ trong 2000 năm qua, cho phép phân tích các xu hướng hạn hán dài hạn. Nó cũng đã được sử dụng như một phương tiện để giải thích sự sụp đổ của Thời đại đồ đồng muộn.
Tại Hoa Kỳ, bản đồ Palmer khu vực được giới thiệu trên kênh truyền hình cáp Weatherscan.